# Powiat noworudzki

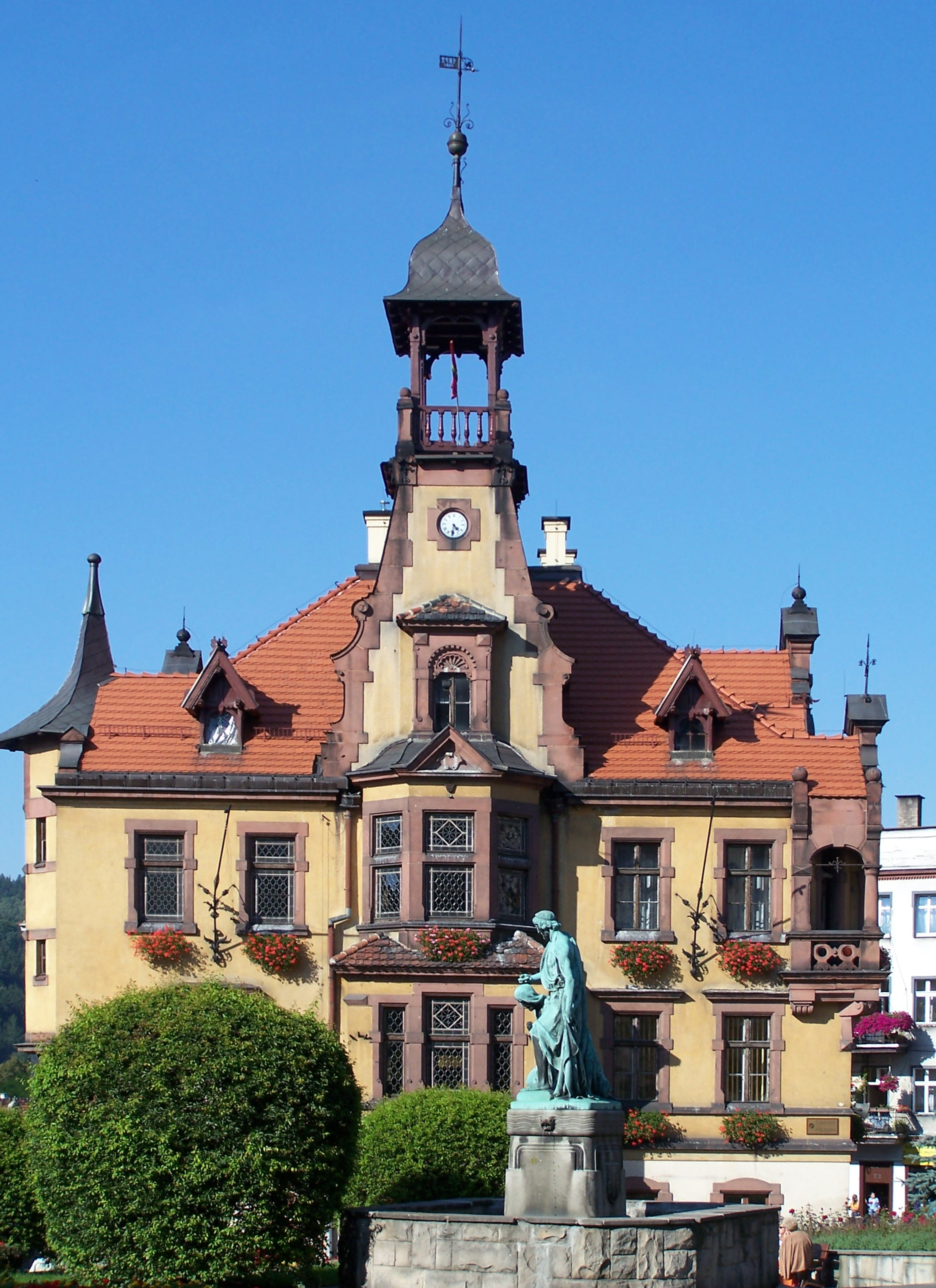
Noworudzki ratusz

Powiat noworudzki – powiat istniejący w latach 1855–1932 i 1954–1975 na terenie obecnego powiatu kłodzkiego (woj. dolnośląskie). Jego ośrodkiem administracyjnym była Nowa Ruda. W latach 1854–1932 istniał powiat noworudzki (niem. Kreis Neurode) obejmujący 2 miasta (Nowa Ruda i Radków) oraz 32 gminy (wioski) na terenie dzisiejszych gmin Nowa Ruda i Radków.
Powiat noworudzki reaktywowano dnia 1 października 1954 roku w województwie wrocławskim, jako jeden z pierwszych powiatów utworzonych tuż po wprowadzeniu gromad w miejsce dotychczasowych gmin (29 września 1954) jako podstawowych jednostek administracyjnych PRL. Na powiat noworudzki złożyły się 2 miasta i 12 gromad, które wyłączono z powiatu kłodzkiego w tymże województwie (w praktyce gromady te należały do powiatu kłodzkiego przez zaledwie dwa dni):
- miasta: Nowa Ruda i Radków
- gromady: Bożków, Jugów, Ludwikowice Kłodzkie, Ratno Dolne, Słupiec, Ścinawka Dolna, Ścinawka Górna, Ścinawka Średnia, Świerki, Włodowice, Wojbórz i Wolibórz

1 stycznia 1959 roku Słupiec został osiedlem, którym pozostał do 1 stycznia 1967 roku, kiedy to nadano mu prawa miejskie. Miasto Słupiec zostało zniesione 1 stycznia 1973 przez przyłączenie jego obszaru do Nowej Rudy.
Po zniesieniu gromad i reaktywacji gmin z dniem 1 stycznia 1973 roku powiat noworudzki podzielono na 2 miasta i 4 gminy:
- miasta: Nowa Ruda i Radków
- gminy: Bożków[7], Nowa Ruda, Radków i Ścinawka Średnia[8].

Po reformie administracyjnej obowiązującej od 1 czerwca 1975 roku terytorium zniesionego powiatu noworudzkiego zostało włączone do nowo utworzonego województwa wałbrzyskiego. 1 stycznia 1992 roku miasto i gminę Radków połączono we wspólną gminę miejsko-wiejską Radków. 27 listopada 1996 roku miasto Nowa Ruda zostało określone jako gmina miejska.
Reforma administracyjna z 1999 roku powiatu noworudzkiego nie przywróciła, a obszar powiatu został włączony do powiatu kłodzkiego w nowo utworzonym województwie dolnośląskim. 20 marca 2000 roku samorządy trzech gmin: Nowa Ruda (miejska), Nowa Ruda (wiejska) i Radków złożyły formalny wniosek o utworzenie powiatu noworudzkiego powołując się m.in. na wolę mieszkańców gmin, geograficzną odrębność, tradycje powiatowe oraz spełnione kryterium ludnościowe. Powiatu jednak nie przywrócono.